# Inada Ken-Ichi
Inada Ken-Ichi (稲田 献一, Inada Ken'ichi, 8. März 1925 – 17. Mai 2002) war ein japanischer Wirtschaftswissenschaftler.
Ab den 1950er Jahren verfasste Inada eine Reihe wichtiger Arbeiten über Wohlfahrtsökonomie, Wirtschaftswachstum und internationalen Handel. Bekannt sind die Inada-Bedingungen (1963) aus der neoklassischen Produktions- und Wachstumstheorie. Zu seinen Beiträgen gehört auch eine frühe Erweiterung des Unmöglichkeitstheorems von Kenneth Arrow über die Existenz einer sozialen Wohlfahrtsfunktion (1955). Inadas Erweiterung des Stolper-Samuelson-Theorems auf den Fall von vielen Gütern und vielen Faktoren gilt ebenfalls als ein Klassiker der Handelstheorie (1971).

## Werke
- Ken-Ichi Inada: Alternative Incompatible Conditions for a Social Welfare Function. In: Econometrica. 23. Jahrgang, Nr. 4, 1955, S. 396–399, doi:10.2307/1905346, JSTOR:1905346 (englisch).
- Ken-Ichi Inada: On a Two-Sector Model of Economic Growth: Comments and a Generalization. In: Review of Economic Studies. 30. Jahrgang, Nr. 2, 1963, S. 119–127, doi:10.2307/2295809, JSTOR:2295809 (englisch).
- Ken-Ichi Inada: A Note on the Simple Majority Decision Rule. In: Econometrica. 32. Jahrgang, Nr. 4, 1964, S. 525–531, doi:10.2307/1910176, JSTOR:1910176 (englisch).
- Ken-Ichi Inada: The Simple Majority Decision Rule. In: Econometrica. 37. Jahrgang, Nr. 3, 1969, S. 490–506, doi:10.2307/1912796, JSTOR:1912796 (englisch).
- Ken-Ichi Inada: The Production Coefficient Matrix and the Stolper-Samuelson Condition. In: Econometrica. 39. Jahrgang, Nr. 2, 1971, S. 219–239, doi:10.2307/1913342, JSTOR:1913342 (englisch).

| Personendaten    | Personendaten                          |
| ---------------- | -------------------------------------- |
| NAME             | Inada, Ken-Ichi                        |
| KURZBESCHREIBUNG | japanischer Wirtschaftswissenschaftler |
| GEBURTSDATUM     | 8. März 1925                           |
| STERBEDATUM      | 17. Mai 2002                           |